# Franciszek Młokosiewicz

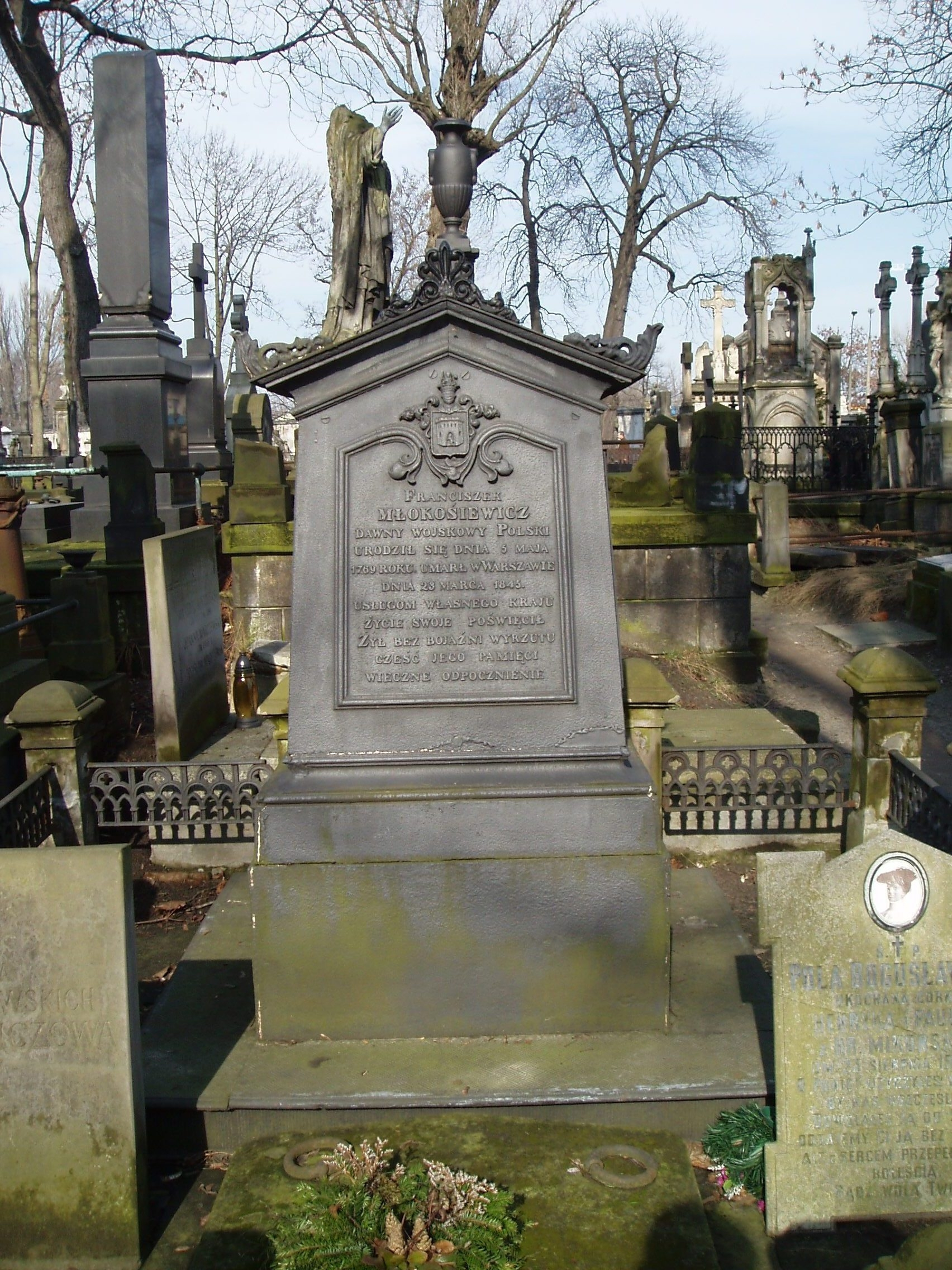
Nagrobek gen. Młokosiewicza na Powązkach

Franciszek Młokosiewicz herbu Fuengirola (ur. 5 maja 1769 w Koźminku, zm. 23 marca 1845 w Warszawie) – polski oficer z czasów Stanisława Augusta, wojen napoleońskich i Królestwa Polskiego, jedyny polski oficer pierwszej połowy XIX wieku, który od szeregowca dosłużył się stopnia generała, pochodząc przy tym z niższych warstw społecznych i nie należąc do szlachty, nawet zagrodowej. Ojciec Ludwika Młokosiewicza – botanika i zoologa.

## Pierwsze lata
Urodził się w małym podkaliskim miasteczku Koźminek jako syn rzemieślnika Feliksa i Agnieszki z Szymańskich. Pierwsze nauki pobierał w rodzinnym miasteczku i w Kaliszu. 

## Służba wojskowa
W wieku lat 20 wstąpił jako szeregowiec do 7. regimentu piechoty Franciszka Piotra Potockiego, już rok później uzyskał stopień sierżanta. Brał udział w przegranej przez Polskę wojnie 1792 roku i, jako podporucznik, w insurekcji kościuszkowskiej. W grudniu roku 1806 wstąpił jako porucznik do 4 pułku piechoty Księstwa Warszawskiego i już rok później awansował na kapitana. Po kampanii r. 1807 otrzymał Order Virtuti Militari. W roku 1808 został wraz ze swym pułkiem przerzucony do Hiszpanii. W roku 1810 powierzono mu i 150 żołnierzom polskim obronę zajętej przez Francuzów twierdzy Fuengirola koło Malagi, która broniła dostępu do miasta od strony Gibraltaru. Gubernator Gibraltaru postanowił zdobyć Fuengirolę od strony morza siłami korpusu ekspedycyjnego pod wodzą lorda Blayneya. 14 października 1810 r. Anglicy dokonali szturmu na twierdzę. Młokosiewicz odparł atak, a następnego dnia, otrzymawszy posiłki polskie i francuskie, zdobył angielskie baterie i wziął do niewoli lorda Blayneya, 8 oficerów i 177 żołnierzy, za co 18 grudnia 1810 otrzymał Order Legii Honorowej. Obrona Fuengiroli przyniosła mu europejską sławę w kołach wojskowych.

## Stanowiska wojskowe
Wróciwszy do Polski z początkiem roku 1812 Młokosiewicz brał udział jako dowódca batalionu w kampanii rosyjskiej Napoleona, m.in. w bitwie nad Berezyną, a później w roku 1813 w bitwie pod Lipskiem, podczas której został ciężko ranny. Po roku 1815 służył jako major w Korpusie Inwalidów armii Królestwa Kongresowego, w r. 1817 poprosił o abszyt i zajął się rolnictwem w majątku żony Omięcinie k. Szydłowca.

## Powrót do służby
W czasie powstania listopadowego powrócił do służby czynnej i uzyskał w r. 1831 stopień pułkownika, zaś po brawurowym ataku na tylną flankę rosyjską w bitwie pod Kałuszynem, został 26 lipca tegoż roku mianowany generałem brygady. W czasie szturmu Paskiewicza na Warszawę Młokosiewicz był dowódcą brygady i walczył na Woli. Po upadku Warszawy, widząc zbliżającą się klęskę powstania, poprosił o dymisję i złożył przysięgę wierności carowi Mikołajowi I, po czym powrócił do swych dóbr w Omięcinie.

## Tytuł szlachecki
W roku 1844 car Mikołaj nadał mu szlachectwo Królestwa Polskiego z herbem o nazwie Fuengirola (według Szenica: w polu czerwonym kamienna baszta sześcioboczna z blankami, w bramie baszty złoty lew w prawo spięty, miecz w prawej łapie do cięcia trzymający, w szczycie hełmu pół lwa jak w tarczy, w prawo paszczą w tył obrócony).

## Życie rodzinne
Franciszek Młokosiewicz był dwukrotnie żonaty: z Anną Sokołowską na Omięcinie, z którą miał syna, oraz z Anną Janikowską, z którą miał trzech synów i dwie córki. Spośród synów urodzony w 1831 Ludwik Aleksander był botanikiem i zoologiem. Córka Franciszka, Jadwiga została (drugą) żoną Romana Mikorskiego, syna hrabiego Jana Chryzostoma Mikorskiego (pierwszą żoną Romana była Luiza Savary, córka napoleońskiego generała Anne Rene Savary, księcia Rovigo).
Generała Młokosiewicza pochowano na Powązkach (kwatera 25-3-30). Okazały nagrobek z lanego żelaza istnieje do dziś. Napis głosi: Franciszek Młokosiewicz, dawny wojskowy polski, urodził się dnia 5 maja 1769 r., umarł w Warszawie 23 marca 1845 r. Usługom własnego kraju swe życie poświęcił, żył bez bojaźni wyrzutu. Cześć jego pamięci! Wieczne odpocznienie.